# Jerico Springs
Jerico Springs – wieś w Stanach Zjednoczonych, w stanie Missouri, w hrabstwie Cedar.